# Trybliophorus bivittatus
Trybliophorus bivittatus is een rechtvleugelig insect uit de familie Romaleidae. De wetenschappelijke naam van deze soort is voor het eerst geldig gepubliceerd in 1870 door Walker.